# Classifica a squadre (Tour de France)
La classifica a squadre al Tour de France (fr. Classement d'équipes) è una delle classifiche accessorie della corsa a tappe francese, istituita nel 1930. Consiste in una graduatoria a tempi che riguarda le squadre partecipanti.

## Storia
Nei primi anni del Tour de France, i ciclisti si iscrivevano individualmente. Sebbene avessero degli sponsor, non erano autorizzati a lavorare come membri di una squadra, perché l'organizzatore del tour Henri Desgrange voleva che il Tour de France fosse una dimostrazione di forza individuale. Non era neanche necessario per partecipare essere patrocinati. 
Nel 1930, Desgrange rinunciò a quell'idea e cambiò il formato consentendo in questa fase l'iscrizione di squadre su base nazionale; fu così istituito un premio apposito, allora chiamato Challenge international, da attribuire alla formazione sulla base dei tempi, risultanti dalla classifica generale, dei tre migliori ciclisti. 
Nel 1961, il calcolo della classifica è stato modificato in base ad un sistema a punti, in cui una squadra riceveva un punto per il miglior tempo di squadra nella fase e quella con il maggior numero di punti era la vincitrice. Questo sistema è stato utilizzato anche nel 1962, per poi tornare al calcolo dei tempi nel 1963. Negli anni '70 questo sistema è stato reintrodotto come gara a punti a squadre, anche se in modo diverso: dopo ogni tappa tutti i ciclisti ricevevano punti (1 al primo classificato, 2 al secondo, ecc.) e questi venivano sommati; la squadra con il punteggio totale più basso veniva proclamata vincitrice. 
Dal 2012 è stato reintrodotto un sistema a tempo: in ogni tappa vengono sommati i tempi impiegati dai primi tre ciclisti classificati per ciascuna squadra (le squadre con meno di tre corridori in gara vengono escluse dalla graduatoria). Vince le squadra con il miglior tempo complessivo.
Tra il 1952 e il 1990, i membri della formazione leader della classifica a squadre potevano essere riconosciuti dai berretti gialli, fino a quando i caschi non divennero obbligatori. Dal 2006 la migliore squadra ha vestito i numeri neri sui dorsi gialli. A partire dal 2012 alla squadra migliore è stato riconosciuto il diritto, ma non l'obbligo, di indossare caschi gialli.

## Albo d'oro
| Anno      | Squadre                                             | Nazione                                             |                                                     |
| --------- | --------------------------------------------------- | --------------------------------------------------- | --------------------------------------------------- |
| 1930      | Rappresentativa nazionale francese                  | Francia (bandiera)                                  |                                                     |
| 1931      | Rappresentativa nazionale belga                     | Belgio (bandiera)                                   |                                                     |
| 1932      | Rappresentativa nazionale italiana                  | Italia (bandiera)                                   |                                                     |
| 1933      | Rappresentativa nazionale francese                  | Francia (bandiera)                                  |                                                     |
| 1934      | Rappresentativa nazionale francese                  | Francia (bandiera)                                  |                                                     |
| 1935      | Rappresentativa nazionale belga                     | Belgio (bandiera)                                   |                                                     |
| 1936      | Rappresentativa nazionale belga                     | Belgio (bandiera)                                   |                                                     |
| 1937      | Rappresentativa nazionale francese                  | Francia (bandiera)                                  |                                                     |
| 1938      | Rappresentativa nazionale belga                     | Belgio (bandiera)                                   |                                                     |
| 1939      | Rappresentativa nazionale belga                     | Belgio (bandiera)                                   |                                                     |
| 1940-1946 | Non disputato a causa della seconda guerra mondiale | Non disputato a causa della seconda guerra mondiale | Non disputato a causa della seconda guerra mondiale |
| 1947      | Rappresentativa nazionale italiana                  | Italia (bandiera)                                   |                                                     |
| 1948      | Rappresentativa nazionale belga                     | Belgio (bandiera)                                   |                                                     |
| 1949      | Rappresentativa nazionale italiana                  | Italia (bandiera)                                   |                                                     |
| 1950      | Rappresentativa nazionale belga                     | Belgio (bandiera)                                   |                                                     |
| 1951      | Rappresentativa nazionale francese                  | Francia (bandiera)                                  |                                                     |
| 1952      | Rappresentativa nazionale italiana                  | -                                                   |                                                     |
| 1953      | Rappresentativa nazionale nederlandese              | Paesi Bassi (bandiera)                              |                                                     |
| 1954      | Rappresentativa nazionale svizzera                  | Svizzera (bandiera)                                 |                                                     |
| 1955      | Rappresentativa nazionale francese                  | Francia (bandiera)                                  |                                                     |
| 1956      | Rappresentativa nazionale belga                     | Belgio (bandiera)                                   |                                                     |
| 1957      | Rappresentativa nazionale francese                  | Francia (bandiera)                                  |                                                     |
| 1958      | Rappresentativa nazionale belga                     | Belgio (bandiera)                                   |                                                     |
| 1959      | Rappresentativa nazionale belga                     | Belgio (bandiera)                                   |                                                     |
| 1960      | Rappresentativa nazionale francese                  | Francia (bandiera)                                  |                                                     |
| 1961      | Rappresentativa nazionale francese                  | Francia (bandiera)                                  |                                                     |
| 1962      | Saint-Raphaël                                       | Francia (bandiera)                                  |                                                     |
| 1963      | Saint-Raphaël                                       | Francia (bandiera)                                  |                                                     |
| 1964      | Pelforth                                            | Francia (bandiera)                                  |                                                     |
| 1965      | Kas                                                 | Spagna (bandiera)                                   |                                                     |
| 1966      | Kas                                                 | Spagna (bandiera)                                   |                                                     |
| 1967      | Rappresentativa nazionale francese                  | Francia (bandiera)                                  |                                                     |
| 1968      | Rappresentativa nazionale spagnola                  | Spagna (bandiera)                                   |                                                     |
| 1969      | Faema                                               | Belgio (bandiera)                                   |                                                     |
| 1970      | Salvarani                                           | Italia (bandiera)                                   |                                                     |
| 1971      | Bic                                                 | Francia (bandiera)                                  |                                                     |
| 1972      | Gan-Mercier                                         | Francia (bandiera)                                  |                                                     |
| 1973      | Bic                                                 | Francia (bandiera)                                  |                                                     |
| 1974      | KAS                                                 | Spagna (bandiera)                                   |                                                     |
| 1975      | Gan-Mercier                                         | Francia (bandiera)                                  |                                                     |
| 1976      | KAS                                                 | Spagna (bandiera)                                   |                                                     |
| 1977      | TI-Raleigh                                          | Paesi Bassi (bandiera)                              |                                                     |
| 1978      | Miko-Mercier                                        | Francia (bandiera)                                  |                                                     |
| 1979      | Renault                                             | Francia (bandiera)                                  |                                                     |
| 1980      | Miko-Mercier                                        | Francia (bandiera)                                  |                                                     |
| 1981      | Peugeot                                             | Francia (bandiera)                                  |                                                     |
| 1982      | Coop-Mercier                                        | Francia (bandiera)                                  |                                                     |
| 1983      | TI-Raleigh                                          | Paesi Bassi (bandiera)                              |                                                     |
| 1984      | Renault                                             | Francia (bandiera)                                  |                                                     |
| 1985      | La Vie claire                                       | Francia (bandiera)                                  |                                                     |
| 1987      | Système U                                           | Francia (bandiera)                                  |                                                     |
| 1988      | PDM                                                 | Paesi Bassi (bandiera)                              |                                                     |
| 1989      | PDM                                                 | Paesi Bassi (bandiera)                              |                                                     |
| 1990      | Z                                                   | Francia (bandiera)                                  |                                                     |
| 1991      | Banesto                                             | Spagna (bandiera)                                   |                                                     |
| 1992      | Carrera                                             | Italia (bandiera)                                   |                                                     |
| 1993      | Carrera                                             | Italia (bandiera)                                   |                                                     |
| 1994      | Festina-Lotus                                       | Francia (bandiera)                                  |                                                     |
| 1995      | ONCE                                                | Paesi Bassi (bandiera)                              |                                                     |
| 1996      | Festina-Lotus                                       | Francia (bandiera)                                  |                                                     |
| 1997      | Deutsche Telekom                                    | Germania (bandiera)                                 |                                                     |
| 1998      | Cofidis                                             | Francia (bandiera)                                  |                                                     |
| 1999      | Banesto                                             | Spagna (bandiera)                                   |                                                     |
| 2000      | Kelme                                               | Spagna (bandiera)                                   |                                                     |
| 2001      | Kelme                                               | Spagna (bandiera)                                   |                                                     |
| 2002      | ONCE                                                | Paesi Bassi (bandiera)                              |                                                     |
| 2003      | CSC                                                 | Danimarca (bandiera)                                |                                                     |
| 2004      | Deutsche Telekom                                    | Germania (bandiera)                                 |                                                     |
| 2005      | Deutsche Telekom                                    | Germania (bandiera)                                 |                                                     |
| 2006      | Deutsche Telekom                                    | Germania (bandiera)                                 |                                                     |
| 2007      | Discovery Channel                                   | Stati Uniti (bandiera)                              |                                                     |
| 2008      | CSC Saxo Bank                                       | Danimarca (bandiera)                                |                                                     |
| 2009      | Astana                                              | Kazakistan (bandiera)                               |                                                     |
| 2010      | RadioShack                                          | Stati Uniti (bandiera)                              |                                                     |
| 2011      | Garmin-Cervélo                                      | Stati Uniti (bandiera)                              |                                                     |
| 2012      | RadioShack-Nissan                                   | Lussemburgo (bandiera)                              |                                                     |
| 2013      | Saxo-Tinkoff                                        | Danimarca (bandiera)                                |                                                     |
| 2014      | AG2R La Mondiale                                    | Francia (bandiera)                                  |                                                     |
| 2015      | Movistar                                            | Spagna (bandiera)                                   |                                                     |
| 2016      | Movistar                                            | Spagna (bandiera)                                   |                                                     |
| 2017      | Team Sky                                            | Regno Unito (bandiera)                              |                                                     |
| 2018      | Movistar                                            | Spagna (bandiera)                                   |                                                     |
| 2019      | Movistar                                            | Spagna (bandiera)                                   |                                                     |
| 2020      | Movistar                                            | Spagna (bandiera)                                   |                                                     |
| 2021      | Bahrain Victorious                                  | Bahrein (bandiera)                                  |                                                     |
| 2022      | Ineos Grenadiers                                    | Regno Unito (bandiera)                              |                                                     |
| 2023      | Jumbo-Visma                                         | Paesi Bassi (bandiera)                              |                                                     |
| 2024      | UAE Team Emirates                                   | Emirati Arabi Uniti (bandiera)                      |                                                     |
| 2025      | Team Visma-Lease a Bike                             | Paesi Bassi (bandiera)                              |                                                     |